# Yarnton
Yarnton is een civil parish in het bestuurlijke gebied Cherwell, in het Engelse graafschap Oxfordshire met 2545 inwoners.